# آگوستین دلا کورته
آگوستین دلا کورته (انگلیسی: Agustín Della Corte؛ زادهٔ ۱۱ سپتامبر ۱۹۹۷) بازیکن سابق راگبی ۱۵ نفره، بازیگر سینما و مدل اهل اروگوئه است. وی در جام جهانی راگبی ۲۰۱۹ حضور داشت.
از فیلم‌ها یا برنامه‌های تلویزیونی که وی در آن نقش داشته است، می‌توان به انجمن برف اشاره کرد.